# Cabra Marcada para Morrer
Pour plus de détails, voir Fiche technique et Distribution.
Cabra Marcado para Morrer (littéralement « un homme marqué par la mort ») est un film documentaire brésilien réalisé par Eduardo Coutinho, sorti en 1984,.
En novembre 2015, Cabra Marcada para Morrer est le 4e film et le 1er documentaire dans la liste établie par l'Association brésilienne des critiques de cinéma (Abraccine) des 100 meilleurs films brésiliens de tous les temps.

## Synopsis
En 1962, le chef de la ligue paysanne de Sapé (Paraíba), João Pedro Teixeira, est assassiné par ordre de propriétaires terriens. Eduardo Coutinho commence à faire un film en 1964 sur la vie du paysan, et fait une reconstruction fictive de l'action politique qui a conduit au meurtre. Mais le tournage a été interrompu par le coup d'État militaire de 1964. Dix-sept ans plus tard, en 1981, le cinéaste reprend le projet et cherche Elizabeth Teixeira (la veuve de João Pedro) et d'autres participants au film interrompu.

## Fiche technique
- Réalisation : Eduardo Coutinho
- Production : Eduardo Coutinho et Zelito Viana
- Scénario : Eduardo Coutinho
- Cinématographie : Edgar Moura et Fernando Duarte
- Music : Rogério Rossini
- Montage : Eduardo Escorel

## Distinctions
- Festival international du film de Tróia 1985 : prix du meilleur long métrage documentaire
- Festival international du nouveau cinéma latino-américain de La Havane 1985 : prix du meilleur long métrage documentaire